# Ariel Roberto Pereyra
Roberto Ariel Pereyra (Mendoza, 20 de noviembre de 1973) es un exfutbolista argentino nacionalizado chileno. Jugaba como atacante, llegando a ser el segundo goleador histórico de la Primera B de Chile con 141 tantos, solo detrás de Bonhomme (152).

## Trayectoria

### Como jugador
Pereyra debutó en Godoy Cruz de su ciudad natal, Mendoza, el año 1994. En el Tomba estuvo 4 años, jugó 101 partidos y anotó 26 goles. Luego fue transferido a Santiago Wanderers de Chile, sin mayor suerte, por lo que en 1999 fue fichado por Everton de Viña del Mar, archirrival de Wanderers. En Everton es recordado particularmente por un Clásico Porteño, jugado el 11 de abril de 1999, válido por el torneo de Primera B 1999, en el que Pereyra anotó los dos goles para el triunfo 2-1 de su equipo ante los caturros. Después tuvo pasos por Coquimbo Unido, nuevamente Everton de Viña del Mar e Italmaracaibo de Venezuela.
En 2005 llegó a Unión La Calera, club donde permaneció cinco años, y cumplió su mejor temporada en la Primera B 2010, siendo goleador del torneo con 17 anotaciones, y terminando segundo en la tabla de la Liguilla por el Ascenso, subiendo a Primera División.
Al año siguiente, llegó a Curicó Unido para jugar dos temporadas. Aquellos años fueron duros para el club, en ambas temporadas tuvieron malas campañas, pero Pereyra cumplió y terminó con un buen recuerdo por parte de la hinchada, gracias a sus 20 goles en más de 60 partidos jugados con Curicó.
En 2013 regresó a Unión La Calera, en donde puso fin a su carrera profesional, y como ídolo de la institución calerana.

### Como entrenador
Un año después de su retiro fue confirmado como nuevo director técnico, justamente, de Unión La Calera. La experiencia como DT del club acabó al otro año, tras la mala campaña y, puntualmente, el error que cometió al alinear seis extranjeros en cancha y ser sancionado por esto.
Luego asumió la banca de Deportes Concepción, en la fecha 12 del torneo de Primera B 2015-16. Concepción si bien tuvo una campaña irregular, alcanzó a clasificar para el torneo reducido en busca de un ascenso a Primera División, pero antes del comienzo de este se destapó una serie de irregularidades económicas por parte de la dirigencia del club, lo que derivó en la desafiliación de Deportes Concepción del fútbol profesional por parte de la ANFP, por lo que Pereyra dejó de ser el técnico del club lila.
En 2017 se convirtió en el nuevo entrenador de San Marcos Arica, de cara a la Segunda Rueda del torneo de Primera B 2016-17. Con el equipo ariqueño consiguió el subcampeonato, y clasificando a la Semifinal de la Promoción, para enfrentar al campeón del Torneo de Transición Primera B 2017, en busca del ascenso a la Primera División.

## Clubes

### Como jugador
| Club                  | País      | Año       |
| --------------------- | --------- | --------- |
| Godoy Cruz de Mendoza | Argentina | 1994-1998 |
| Santiago Wanderers    | Chile     | 1998      |
| Everton               | Chile     | 1999-2000 |
| Coquimbo Unido        | Chile     | 2001-2002 |
| Everton               | Chile     | 2003-2004 |
| Italmaracaibo         | Venezuela | 2004-2005 |
| Unión La Calera       | Chile     | 2005-2010 |
| Curicó Unido          | Chile     | 2011-2012 |
| Unión La Calera       | Chile     | 2013      |

### Como entrenador
| Club                       | País  | Año       | PJ  | PG | PE | PP | Efectividad |
| -------------------------- | ----- | --------- | --- | -- | -- | -- | ----------- |
| Unión La Calera            | Chile | 2014-2015 | 55  | 17 | 13 | 25 | 38.79%      |
| Deportes Concepción        | Chile | 2015-2016 | 19  | 8  | 7  | 4  | 54.39%      |
| Magallanes                 | Chile | 2016      | 16  | 5  | 6  | 5  | 43.75%      |
| San Marcos de Arica        | Chile | 2017      | 35  | 12 | 10 | 13 | 43.81%      |
| Deportes La Serena         | Chile | 2018      | 18  | 6  | 5  | 7  | 42.59%      |
| Independiente de Cauquenes | Chile | 2019      | 15  | 6  | 3  | 6  | 46.67%      |
| Magallanes                 | Chile | 2019-2020 | 21  | 7  | 10 | 4  | 49.2%       |
| San Antonio Unido          | Chile | 2021-2022 | 31  | 11 | 10 | 10 | 46.23%      |
| Deportes Melipilla         | Chile | 2022      | 23  | 6  | 7  | 10 | 36.23%      |
| Total                      | Total | Total     | 233 | 78 | 71 | 84 | 43.64%      |

## Palmarés

### Distinciones individuales
| Distinción                                           | Año  |
| ---------------------------------------------------- | ---- |
| Goleador de la Primera B de Chile                    | 2010 |
| Goleador Torneo de Apertura de la Primera B de Chile | 2011 |